# Macchi C.203
Con il nome di Macchi C.203, indicato anche come Aer.Macchi C.203, si identifica il progetto di un idrovolante a scarponi realizzato dall’ingegner Mario Castoldi per l’azienda aeronautica italiana Aeronautica Macchi S.A. nella seconda metà degli anni trenta.

## Storia del progetto
Il Macchi C.203 era la risposta dell’Aeronautica Macchi al concorso indetto nel 1937 dal Ministero dell'aeronautica per la realizzazione di un idrovolante da ricognizione veloce destinato ai reparti della Regia Aeronautica.
Il concorso vide la partecipazione dei progetti Caproni Ca.124, Caproni Ca.410, IMAM Ro.55, CANT Z.510 e Fiat R.S.14 che alla fine risultò vincitore.
Il progetto del Macchi C.203 presenta linee somiglianti a quelle del Fiat R.S.14, caratterizzate dai due grossi galleggianti a scarponi ed ala bassa. Elementi particolari del progetto di Castoldi erano invece costituiti dal muso completamente privo di vetrature, fusoliera di sezione ridotta, equipaggio disposto in tandem e impennaggio bideriva.
La denominazione numerica "C.203" risale al 1937 e mette in evidenza un'anomalia nell'attribuzione delle denominazioni presso l'Aeronautica Macchi: infatti, mentre l'M.C.200 era un progetto risalente al 1936, l'M.C.201 datava al 1938 ed era quindi posteriore al "203". Secondo la fonte reperita le numerazioni "201" e "202" furono utilizzate per identificare disegni preliminari relativi a progetti mai conclusi e la rispettiva numerazione recuperata in un secondo tempo. Anche il progetto del Macchi C.203 non lasciò mai il tavolo da disegno, ma la sigla non fu più utilizzata successivamente.

### Annotazioni
1. ↑  La stessa fonte che riporta il particolare, evidenzia che si tratta di una caratteristica non trascurabile se riferita ad un aereo destinato alla ricognizione veloce.

### Fonti
1. 1 2 3 4  Massimello, Ali Antiche.